# SAZAS letna lestvica slovenskih skladb 2002
SAZAS letna lestvica najbolj predvajanih slovenskih skladb 2002, ki vključuje le domače izvajalce za dve TOP 50 lestvici: reparticijski razred 100 (nacionalni radio) in razred 110 (komercialne postaje).

## Kategorija
Celotna lestvica obeh kategorij obsega Top 50 slovenskih skladb leta 2002.
| Mesto | Naslov                  | Izvajalec        |
| ----- | ----------------------- | ---------------- |
| 1     | "Samo ljubezen"         | Sestre           |
| 2     | "Imej me vedno s seboj" | Faraoni          |
| 3     | "Mi paše"               | Danilo Kocjančič |
| 4     | "Platina"               | Siddharta        |
| 5     | "Hotel modro nebo"      | Kingston         |
| 6     | "Na krilih ljubezni"    | Elevators        |
| 7     | "Ognjeni obroč"         | Andraž Hribar    |
| 8     | "Moja moja"             | Andraž Hribar    |
| 9     | "Ne gledam nazaj"       | Los Ventilos     |
| 10    | "Razlog"                | Nude             |

| Mesto | Naslov              | Izvajalec         |
| ----- | ------------------- | ----------------- |
| 1     | "Moje sonce"        | Bepop             |
| 2     | "Samo ljubezen"     | Sestre            |
| 3     | "Ubila si del mene" | Game Over         |
| 4     | "U kaka ritka"      | Yo-Zo             |
| 5     | "Ocean"             | Tabu              |
| 6     | "Cela ulica nori"   | Kingston          |
| 7     | "Moja moja"         | Andraž Hribar     |
| 8     | "Lizika"            | Natalija Verboten |
| 9     | "Ferrari polka"     | Čuki              |
| 10    | "Prihajam domov"    | Pop Design        |